# Реактор (журнал)
Реа́ктор (Reactor), раніше Tor.com — онлайн-журнал про наукову фантастику та фентезі, який видає Tor Books, підрозділ Macmillan Publishers. Журнал публікує статті, рецензії, оригінальну коротку прозу, перечитання та коментарі до наукової фантастики. На відміну від традиційних друкованих журналів, таких як Азімовз або Аналог, він випускає онлайнову художню літературу, яку можна читати безплатно.
Журнал засновано як Tor.com у липні 2008 року, а 23 січня 2024 року перейменовано на Reactor.

## Рецепція
Гарднер Дозуа назвав Tor.com «одним із найкрутіших і найбільш еклектичних жанрово орієнтованих сайтів в Інтернеті». У 2011 році він відчув, що випуск короткометражної художньої літератури того року був слабшим, ніж зазвичай, але сказав, що це все одно захоплююче місце для відвідування. У 2014 році Демієн Волтер з The Guardian зазначив про «цифровий ренесанс» у короткій науково-фантастичній формі та згадав нове покоління онлайн-журналів, у тому числі Lightspeed, Strange Horizons, Tor.com і Escape Pod, які змінили цей жанр. З них він назвав Tor.com «чинним чемпіоном науково-фантастичних журналів». Він відзначив широкий діапазон продукції та сказав, що вона опублікувала «багато найцікавіших нових талантів», таких як Марія Дагвана Гедлі та Карін Тідбек.

## Нагороди
Tor.com отримав вісім нагород Locus Awards за найкращий журнал (2015, 2017—2023), порушивши 40-річну серію, коли цю категорію вигравали лише Азімовз і F&SF (крім самого Locus). За художнє керівництво Ірен Галло отримала 2014 World Fantasy Award for Professional Work.
Також було створено кілька нагороджених колекцій вмісту Tor.com. Рецензії та коментарі Джо Волтон зібрано в книгах «Що робить цю книгу такою великою» та «Неформальна історія Г'юго», причому перша виграла премію «Локус» у 2014 році за найкращу нехудожню літературу, а друга була номінована на премії «Г'юго» та «Локус» у 2019 році. Антологія фантастики «Worlds Seen in Passing: 10 Years of Tor.com Short Fiction» отримала 2019 року Всесвітню премію фентезі за найкращу антологію.